# Rio Onda
O rio Onda é um rio de Portugal, pertencente à bacia hidrográfica da região costeira entre o Ave e o Leça. Nasce na "Poça do Inferno" em Guilhabreu e vai desaguar entre as praias de Labruge e de Angeiras.
Pertence à região hidrográfica do Cávado, Ave e Leça.
Tem um comprimento aproximado de 10,2 km e uma área de bacia de aproximadamente 48,5 km².